# Foreste

Foreste este o comună în departamentul Ain, Franța. În 1 ianuarie 2022 avea o populație de 164 de locuitori.